# Varengold Bank
Die Varengold Bank AG  ist ein deutsches Kreditinstitut, das 1995 in Hamburg gegründet wurde und neben seinem mit Sitz in Hamburg einen Standort in Sofia (Bulgarien) unterhält. Die Bank war in illegale Dividendenstrippinggeschäfte verwickelt. Ihr Gründer Yasin Sebastian Qureshi und einer ihrer Hauptanteilseigner, Sanjay Shah, wurden hierfür zu mehrjährigen Haftstrafen verurteilt.

## Geschichte
Varengold wurde 1995 von Yasin Sebastian Qureshi und Steffen Fix als Asset Management Boutique gegründet. Im Zentrum der Geschäftstätigkeit stand seit Gründung des Unternehmens das Derivate-Brokerage sowie Dienstleistungen aus dem Bereich der Alternative Investments. Beide Bereiche betreibt die Bank heute nicht mehr.
1998 erhielt Varengold die Kreditinstitut-Erlaubnis durch das damalige Bundesaufsichtsamt für das Kreditwesen. Die Bank ist seit 2003 bei der Bundesanstalt für Finanzdienstleistungsaufsicht registriert; im Juni 2013 wurde Varengold die Lizenz als Einlagenkreditinstitut erteilt.
Seit dem 20. März 2007 war die Varengold-Aktie im Freiverkehr der Deutschen Börse Frankfurt im Marktsegment Entry Standard gelistet. Mit Einstellung des Entry Standards am 1. März 2017 wechselte sie in das Basic Board.

## Geschäftsbereiche
Im Geschäftsbereich Marketplace Banking unterstützt die Bank Online-Marktplätze, die sich mit der Finanzierung von Unternehmen und Konsumenten beschäftigen.
Im Geschäftsbereich Transaction Banking / Commercial Banking betreut außenhandelsorientierte Kunden. Weitere Kunden finden sich im Bereich der Trade-Finance-Transaktionen.
Die Varengold Bank AG ist bei der Bundesanstalt für Finanzdienstleistungsaufsicht unter der Nr. 109520 registriert und ist an die Entschädigungseinrichtung deutscher Banken (EdB) angebunden. Die Varengold-Aktie (Symbol VG8) notiert im Freiverkehr/Open Market der Frankfurter Wertpapierbörse.

## Kritik
Die Jerusalem Post berichtete im Oktober 2018, dass Varengold zu diesem Zeitpunkt trotz US-Sanktionen noch Geschäfte mit Iran betrieben haben soll.
Presseberichten zufolge war die Varengold-Investmenttochter an Cum-Ex-Geschäften beteiligt. Gegen die früheren Varengold-Verantwortlichen ermittelt die Staatsanwaltschaft Köln daher wegen Steuerhinterziehung in besonders schwerem Fall. In einem Wertpapierprospekt aus dem Jahr 2018 schrieb die Varengold Bank AG – inzwischen unter neuer Führung –, dass aufgrund der „Cum-Ex“-Geschäfte noch Forderungen in hoher zweistelliger Millionenhöhe auf die Bank zukommen könnten, ebenso wie eine Verbandsbuße von bis zu zehn Millionen Euro.
Im August 2020 wurde das Kredithaus aufgrund der Cum-Ex-Ermittlungen von Fahndern durchsucht.
Am 27. Juni 2023 hat BaFin der Varengold Bank AG wegen hoher Geldwäscherisiken und gravierender Defizite in der Geldwäscheprävention untersagt, Transaktionen mit „Payment Agents“ und sonstigen Dritten mit Iran-Bezug durchzuführen. Einem Bericht von Politico zufolge, sind iranische Scheinfirmen in Verbindung mit Quds-Einheit Kunden von Varengold Bank AG gewesen. Varengold bestreitet jegliches Fehlverhalten und beharrt darauf, dass sich seine Geschäfte mit dem Iran auf die Lieferung von humanitärer Hilfe, einschließlich medizinischer Ausrüstung und Lebensmitteln, beschränkten.
Im April 2024 verurteilte das Landgericht Bonn den Varengold-Mitgründer Qureshi aufgrund seiner Beteiligung an den Cum-Ex-Steuerhinterziehungen zu einer Haftstrafe von drei Jahren und zwei Monaten sowie Einziehung der damit von ihm unrechtmäßig erlangten 1,5 Millionen Euro.

## Belege
1. ↑  Halbjahresbericht 2021 der Varengold Bank AG, https://www.varengold.de/fileadmin/user_upload/Home/Investor_Relations/Zwischenberichte/DE/20210927_Varengold_Bank_Zwischenbericht_2021_DEU.pdf
2. ↑  https://www.dgap.de/dgap/News/adhoc/varengold-bank-einbeziehung-das-basic-board/?newsID=987085
3. ↑  finletter 192 – Paydirekt, Twint, Klarna. In: finletter. 18. Januar 2019, abgerufen am 28. August 2020 (deutsch).
4. ↑  German bank holds account for soon-to-be-sanctioned Iran Air. Auf: jpost.com vom 24. Oktober 2018, zuletzt eingesehen am 20. Dezember 2018
5. ↑  Massimo Bognanni: „Cum-Ex“-Skandal. Fehler im Prüfsystem? tagesschau.de, 24. Februar 2019
6. ↑  Die unheimliche Macht der Berater. Abgerufen am 27. Februar 2019.
7. ↑  Manuel Daubenberger, Oliver Schröm, Jonas Schreijäg, Lea Busch: Cum-Ex-Skandal: Ermittler durchsuchen Bank in Hamburg. In: NDR. 18. August 2020, abgerufen am 27. August 2020.
8. ↑  Claudio Kummerfeld: BaFin untersagt Varengold Bank bestimmte Transaktionen. In: finanzmarktwelt.de. 3. August 2023, abgerufen am 3. August 2023.
9. ↑  Hamburg bank suspected as ‘financial hub’ for Iranian terror. 9. Februar 2024, abgerufen am 10. Februar 2024 (englisch).
10. ↑  Ex-Varengold-Banker muss für mehr als drei Jahre ins Gefängnis. Auf: handelsblatt.com vom 30. April 2024.

Koordinaten: 53° 32′ 39,7″ N, 9° 57′ 1″ O